# Albert Hopman
Albert Hopman (Olpe, 30. travnja 1865. -  Berlin, 14. ožujka 1942.) je bio njemački admiral i vojni zapovjednik. Tijekom Prvog svjetskog rata zapovijedao je izviđačkom eskadrom Baltičke flote, te je bio savjetnik u ministarstvu mornarice Osmanskog Carstva

## Vojna karijera
Albert Hopman rođen je 30. travnja 1865. u Olpeu. U mornaricu je stupio kao kadet 1884. godine. Od travnja 1885. služi na fregati Moltke, nakon čega od listopada 1887. pohađa časničku školu. Po završetku iste služi na raznim brodovima kao i Admiralitetu. U travnju 1897. promaknut je u čin poručnika, dok od travnja 1899. služi na oklopnom krstašu SMS Brandenburg s kojim služi u Kini za vrijeme Bokserskog ustanka. Nakon toga ponovno služi u Admiralitetu, da bi za vrijeme Rusko-japanskog rata bio pridružen ruskoj floti kao vojni promatrač. U međuvremenu, u ožujku 1903., promaknut je u čin kapetana korvete, dok je u listopadu 1907. dostigao čin kapetana fregate.
U studenom 1908. Hopman postaje zapovjednikom lakog krstaša SMS Bremen, dok je u prosincu te iste godine unaprijeđen u čin kapetana bojnog broda. U travnju 1910. dobiva zapovjedništvo nad bojnim brodom SMS Rheinland, jednim od najmodernijih brodova njemačke mornarice kojim zapovijeda do listopada 1911. kada postaje načelnikom središnjeg ureda ministarstva mornarice na kojem mjestu dočekuje i početak Prvog svjetskog rata.

## Prvi svjetski rat
Početkom Prvog svjetskog rata Hopman uz dužnost načelnika središnjeg ureda ministarstva mornarice obavlja i dužnost ravnatelja odjela pri Admiralitetu. U ožujku 1915. promaknut je u čin kontraadmirala, dok u travnju te iste godine postaje zapovjednikom izviđačke eskadre Baltičke flote koju dužnost obavlja do siječnja 1916. kada odlazi u Osmansko Carstvo gdje obnaša dužnost savjetnika pri osmanskom ministarstvu mornarice. U rujnu 1916. vraća se u Njemačku gdje postaje načelnik operativnog odjela Admiraliteta. U prosincu te iste godine postaje zapovjednikom izviđačke eskadre Baltičke flote, dok u prosincu 1917. s činom viceadmirala kojega je dostigao u listopadu, postaje predsjedateljem komisije ta razoružanje ruske baltičke flote. Tijekom 1918. Hopman obnaša dužnost člana komisije za primirje s Rumunjskom, te dužnost pomorskog zapovjednika okupiranih crnomorskih luka.

## Poslije rata
Nakon završetka rata Hopman u studenom 1918. postaje šefom Komisije za primirje za Crno i Sredozemno mora koju dužnost obnaša do srpnja 1919. kada je stavljen na raspolaganje. Od listopada 1919. obnaša dužnost šefa njemačke delegacije u Komisiji za demilitarizaciju Baltičkog mora koju dužnost obnaša do siječnja 1920. godine. U ožujku 1920. daje ostavku, te napušta mornaricu. Posvećuje se pisanju, te objavljuje u dva dijela svoje memoare. Najprije 1924. u Berlinu objavljuje prvi dio istih pod nazivom Dnevnik njemačkog pomorskog časnika, dok godinu dana kasnije objavljuje drugi dio pod nazivom Ratni dnevnik njemačkog pomorskog časnika.
Albert Hopman preminuo je 14. ožujka 1942. godine u 77. godini života u Berlinu. 

## Vanjske poveznice
(njem.) Albert Hopman na stranici Deutsche-biographie.de